# Dominick Tavella
Dominick Tavella ist ein US-amerikanischer Tonmeister.

## Leben
Tavella begann seine Karriere als Tonmeister Anfang der 1980er Jahre und war seither an weit über 100 Filmprojekten beteiligt. Neben Spielfilmen wirkte er an zahlreichen Dokumentar- und Konzertfilmen mit, bei denen er die Originalaufnahmen neu abmischte. Hierzu zählen unter anderem Auftritte von Jimi Hendrix, der Beatles und Otis Redding. 2003 erhielt er gemeinsam mit Michael Minkler und David Lee den Oscar in der Kategorie Bester Ton für Chicago. Im selben Jahr erhielt er auch den BAFTA Film Award in der Kategorie Bester Ton. 2011 war er für Black Swan erneut für den BAFTA Film Award nominiert, konnte diesmal den Preis jedoch nicht gewinnen. Für seine Arbeit an Fernsehproduktionen war er zwischen 2001 und 2010 drei Mal für den Primetime Emmy nominiert, die Auszeichnung blieb ihm jedoch verwehrt.

## Filmografie (Auswahl)
- 1986: Abschiedsblicke (Parting Glances)
- 1991: Barton Fink
- 1991: Night on Earth
- 1992: In einem fernen Land (Far and Away)
- 1993: Gilbert Grape – Irgendwo in Iowa (What’s Eating Gilbert Grape)
- 1995: 12 Monkeys (Twelve Monkeys)
- 1997: Chasing Amy
- 1997: Prinzessin Mononoke (もののけ姫)
- 1999: Gottes Werk & Teufels Beitrag (The Cider House Rules)
- 2000: Chocolat – Ein kleiner Biss genügt (Chocolat)
- 2001: Die Royal Tenenbaums (The Royal Tenenbaums)
- 2002: Chicago
- 2006: Kaltes Blut – Auf den Spuren von Truman Capote (Infamous)
- 2007: Tödliche Entscheidung – Before the Devil Knows You’re Dead (Before the Devil Knows You’re Dead)
- 2008: Mamma Mia!
- 2008: The Wrestler – Ruhm, Liebe, Schmerz (The Wrestler)
- 2008: Vielleicht, vielleicht auch nicht (Definitely, Maybe)
- 2009: Amelia
- 2010: Black Swan
- 2013: The Wolf of Wall Street
- 2014: Noah
- 2015: Rock the Kasbah

## Auszeichnungen (Auswahl)
- 2003: Oscar in der Kategorie Bester Ton für Chicago
- 2003: BAFTA Film Award in der Kategorie Bester Ton für Chicago
- 2011: BAFTA-Film-Award-Nominierung in der Kategorie Bester Ton für Black Swan